# Roberto de Molesmes
San Roberto de Molesmes (hacia el 1028 - 1111) abad, fue uno de los fundadores de la Orden del Císter en Francia.
A los 15 años ingresó en la abadía de Montier-la-Celle, de la que llegó a ser el prior. Hacia el año 1068 fue nombrado abad de Saint Michel-de-Tonnerre, pero no fue capaz de reformar dicha abadía, que se había relajado mucho, por lo que regresó a Montier-la-Celle.
Algunos eremitas que vivían en el bosque de Colan, le pidieron que dirigiera un nuevo monasterio. Obtuvo la autorización del Papa Gregorio VII para fundar un monasterio en Molesmes en el año 1075. La construcción consistía inicialmente de unas simples chozas hechas con ramas, que rodeaban una capilla dedicada a la Santísima Trinidad. Esta comunidad se hizo rápidamente conocida por su piedad y santidad. La comunidad creció y comenzó a aumentar su riqueza, lo que atrajo a monjes poco piadosos que dividieron a los hermanos. Roberto quiso alejarse de Molesmes dos veces, pero el papa le ordenó volver.
El año 1098, Roberto y algunos de sus monjes dejaron Molesmes con la intención de no volver jamás y fundaron el monasterio de Cîteaux (Císter). Sin embargo, en 1100 los monjes de Molesmes le pidieron a Roberto que volviera, resolviendo obedecer la Regla de San Benito. Finalmente volvió y dirigió el monasterio, que bajo su tutela llegó a ser uno de los mayores centros de la Orden Benedictina. El monasterio de Cîteaux, bajo la dirección de Alberico fue uno de los lugares de origen de la nueva Orden Cisterciense, que llegaría a ser famosa en el siglo XII con Bernardo de Claraval.
Roberto murió el 17 de abril de 1111. El papa Honorio III le canonizó en 1220. Se le conmemoraba en el aniversario de su muerte, pero más tarde la fiesta se trasladó al 29 de abril, en un intento de unificación de los martirologios romano, benedictino y cisterciense.